# Pet Moghili, Șumen
Pet Moghili (în bulgară Пет Могили) este un sat în comuna Nikola Kozlevo, regiunea Șumen,  Bulgaria. 

## Demografie
Componența etnică a satului Pet Moghili
     Turci (46,95%)
     Bulgari (23,74%)
     Romi (28,33%)
     Nicio identificare (0,97%)
La recensământul din 2011, populația satului Pet Moghili era de 1.133 locuitori. Nu există o etnie majoritară, locuitorii fiind turci (46,95%), romi (28,33%) și bulgari (23,74%). Pentru 0,97% din locuitori nu este cunoscută apartenența etnică.